# Ernolsheim-lès-Saverne
Ernolsheim-lès-Saverne è un comune francese di 615 abitanti situato nel dipartimento del Basso Reno nella regione del Grand Est.

## Società

### Evoluzione demografica
Abitanti censiti